# Julius Juzeliūnas

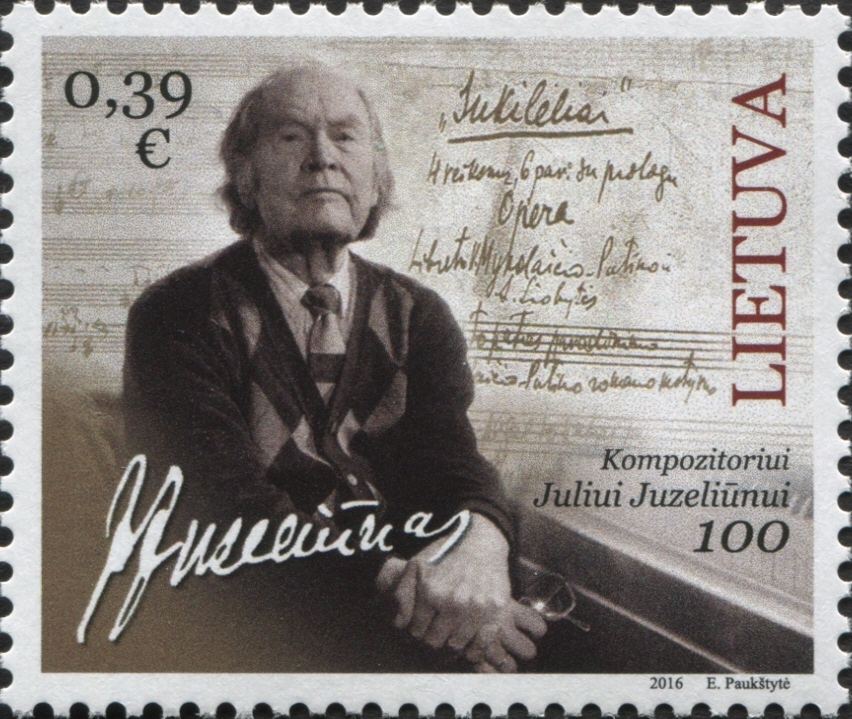
Julius Juzeliūnas

Julius Juzeliūnas (* 20. Februar 1916 auf dem Hof Čepolė (jetzt Bezirk Bauska, Lettland) bei Žeimelis (jetzt Rajongemeinde Pakruojis), Bezirk Šiauliai; † 15. Juni 2001 in Vilnius) war ein litauischer Komponist und Musikpädagoge. Er gilt als Hauptvertreter des „baltischen Minimalismus“. In den von ihm entwickelten „Intonationszellen“ verband er folkloristische Intonation mit zeitgenössischen Kompositionstechniken.

## Leben
Juzeliūnas absolvierte das Julius-Janonis-Gymnasium Šiauliai. Von 1939 bis 1944 lernte er Orgel in der Musikschule Šiauliai (bei Juozas Karosas). Danach studierte Juzeliūnas Komposition bei Juozas Gruodis am Konservatorium Kaunas und später am Konservatorium Leningrad in Russland.
Juzeliūnas unterrichtete ab 1952 Komposition am Staatlichen Konservatorium für Musik, der späteren Litauischen Musikakademie in Vilnius. Zu seinen Schülern zählten u. a. Onutė Narbutaitė, Antanas Rekašius, Feliksas Bajoras, Justinas Bašinskas, Vytautas Laurušas, Jurgis Juozapaitis, Romuald Twardowski, Mindaugas Urbaitis, Rytis Mažulis, Šarūnas Nakas.
Nach seinem Tod komponierten zwanzig seiner Schüler gemeinsam eine Hommage à Julius Juzeliūnas für achtzehn Streichinstrumente.
Sein Grab befindet sich im Friedhof Saltoniškės, Vilnius.

## Familie
Julius Juzeliūnas war verheiratet. Sein Sohn ist Gediminas Juzeliūnas (* 1958), Physiker (Quantenoptiker), Professor, Direktor des Instituts für Theoretische Physik.

## Werke
- 1. Sinfonie, 1948
- 2. Sinfonie, 1951
- Sukileliai, Oper, 1960
- Konzert für Orgel, Violine und Streichorchester, 1963
- 3. Sinfonie (Žmogaus lyra) für Bariton, Chor und Orchester, 1965
- Zaidimas, Oper, 1968
- Melika für Singstimme und Orgel, 1973
- 4. Sinfonie, 1974
- Cantus Magnificat, sinfonisches Oratorium für Solist, zwei Chöre, Orgel und Orchester, 1978–79
- 4. Streichquartett (1980)
- 5. Sinfonie (Lygumų giesmės) für Frauenchor und Streichorchester, 1982
- 2. Klaviersonate (1986)
- 6. Sinfonie (Patarlių simfonija) für Chor und Orchester, 1991

## Quelle
- Algirdas Jonas Ambrazas: Julius Juzeliūnas in: Visuotinė lietuvių enciklopedija, 2006, last update 6. Dezember 2018

| Personendaten    | Personendaten                           |
| ---------------- | --------------------------------------- |
| NAME             | Juzeliūnas, Julius                      |
| KURZBESCHREIBUNG | litauischer Komponist und Musikpädagoge |
| GEBURTSDATUM     | 20. Februar 1916                        |
| GEBURTSORT       | Hof Čepolė bei Žeimelis                 |
| STERBEDATUM      | 15. Juni 2001                           |
| STERBEORT        | Vilnius                                 |